# Dei Verbum
Dei Verbum (službeni naziv: Dogmatska konstitucija o Božanskoj objavi - Dei Verbum) jedan je od najvažnijih tekstova Drugog vatikanskog sabora. 

## Povijest
Papa Pavao VI. proglasio je Dei Verbum 18. studenog 1965., nakon glasovanja i odobrenja od strane okupljenih biskupa. To je jedan od glavnih dokumenata Drugog vatikanskog sabora i važan temelj. Izraz "Dei Verbum" je latinski naziv za "Božju riječ" i preuzet je iz prve rečenice dokumenata, kao što je uobičajeno za naslove velikih katoličkih dokumenata: "Božju riječ sa strahopoštovanjem slušajući i vjerno je razglašujući Sveti sabor slijedi sv. Ivana..."

## Poglavlja
Brojevi u zagradi odnose se na brojeve odjeljaka unutar teksta.
- Predgovor (1)
- Zbiljnost objave (2-6)
- Prenošenje Božanske objave (7-10)
- Božansko nadahnuće Svetog pisma i njegovo tumačenje (11-13)
- Stari zavjet (14-16)
- Novi zavjet (17-20)
- Sveto pismo u životu Crkve (21-26)

Joseph Ratzinger, kasnije papa Benedikt XVI., identificirao je tri važna motiva u Dei Verbum: novi pogled na fenomen tradicije, teološki problem primjene kritičnih povijesnih metoda u tumačenju Pisma te biblijski pokret koji sve više raste na prijelazu iz 20. stoljeća. 

## Vanjske poveznice
Mrežna mjesta
- Hrvatski prijevod Dei Verbum  Arhivirana inačica izvorne stranice od 11. siječnja 2015. (Wayback Machine)